# زليج هاريس
زليج هاريس (بالإنجليزية: Zellig Sabbettai Harris) ( 23 أكتوبر 1909 - 22 مايو 1992) كان عالمًا مؤثرًا  لغويًا أمريكيًا، وصيغًا رياضيًا، وخبيرًا منهجيًا في العلوم. اشتهر بعمله في اللغويات الهيكلية وتحليل الخطاب واكتشاف البنية التحويلية في اللغة. تم نشر هذه التطورات من السنوات العشر الأولى من حياته المهنية. تشمل مساهماته في السنوات الـ 35 اللاحقة من حياته المهنية قواعد النقل، تحليل السلاسل (القواعد المتجاورة)، اختلافات الجملة الأولية (ومشابك التحلل)، الهياكل الجبرية في اللغة، قواعد المشغل، قواعد اللغة الفرعية، نظرية المعلومات اللغوية، وحساب مبدئي لطبيعة وأصل اللغة.

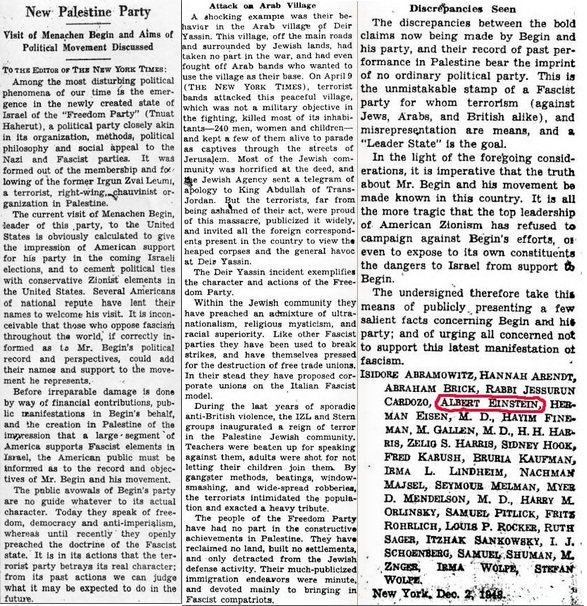
ألبرت أينشتاين ، زليج هاريس ورسالة أخرى

## روابط خارجية
- زليج هاريس على موقع الموسوعة البريطانية (الإنجليزية)
- الصفحة الرئيسية Zellig Harris
- نعوم تشومسكي: حياة معارضة: زليج حارس، أفوكا، وهشومير هاتزير
- قسم بن للدراسات الآسيوية والشرق أوسطية، خلف قسم الدراسات الشرقية
- قسم اللغويات بنسلفانيا
- مراجعة لتحول المجتمع الرأسمالي
- "ما وراء مقارنة تشومسكي - هاريس" ، روبرت ف. بارسكي ، بيرفروا ، 1 أغسطس 2011
- كتاب تحول المجتمع الرأسمالي نسخة محفوظة 9 مارس 2014 على موقع واي باك مشين.
- الأكاديمية الوطنية للعلوم مذكرات السيرة الذاتية